# Библиотекарь (фильм)
«Библиотекарь» — американский драматический художественный фильм снятый уругвайским режиссёром Хуаном Фельдманом. Главные роли в фильме исполнили: Марша Гей Харден и Оскаром Хаэнада.

## Сюжет
Джейн работала библиотекарем долгие годы, но после потери работы решает покончить жизнь самоубийством. Перед самоубийством она решает отправиться в Коста-Рику где встречает гида Хуана Чапа с которым у неё завязываются романтические отношения.

## В ролях
- Марша Гей Харден в роли Джейн
- Оскар Хаэнада в роли Хуана Чапа
- Рон Кэнада в роли Нельсона
- Иветт Тор в роли Энн
- Дженна Ортега в роли Анны

## Критика
На сайте-агрегаторе рецензий Rotten Tomatoes фильм имеет рейтинг 44 % «свежести» на основе 9 рецензий. На сайте Metacritic фильм имеет 35 баллов из 100 на основе 7 рецензий.
Нил Гензлингер из The New York Times дал фильму отрицательную оценку.